# Embajada de España en Chile
La Embajada del Reino de España en la República de Chile es la máxima representación legal de España en Chile.

## Historia
El 24 de abril de 1844, España reconoce oficialmente la total independencia de Chile con la celebración del «Tratado de Paz y Amistad entre España y la República Chilena». En 2014, ambas naciones celebraron 130 años de relaciones diplomáticas ininterrumpidas.

## Embajador
El actual embajador es Rafael Garranzo García, quien fue nombrado por el gobierno de Pedro Sánchez el 26 de octubre de 2021.

## La Embajada de España
El edificio de representación del Reino de España es la embajada española en Chile. 
La cancillería se encuentra en Avenida Andrés Bello 1895, Santiago de Chile. Dentro de las instalaciones de la embajada se encuentra oficinas para la consejería Civil y la consejería de Información y Prensa.

## Otras propiedades de la Embajada de España
Aparte, España tiene los siguientes propiedades afuera de las instalaciones de la embajada:
- Residencia de la Embajada (Av. Apoquindo 3724, Las Condes, Santiago de Chile)
- Consulado-general de España (Avda. Nueva Providencia 2353, Piso 9º, Providencia, Santiago de Chile)
- Agregaduría de Defensa (Calle Merced 186, Santiago de Chile)
- Consejería Cultural y Centro Cultural de España (Avda. Providencia 927, Providencia, Santiago de Chile)
- Consejería de Trabajo, Migraciones y Seguridad Social (Calle Las Torcazas 103, Las Condes, Santiago de Chile)
- Oficina Económica y Comercial (Calle Nueva Providencia 1901-1, Providencia, Santiago de Chile)

## Galería

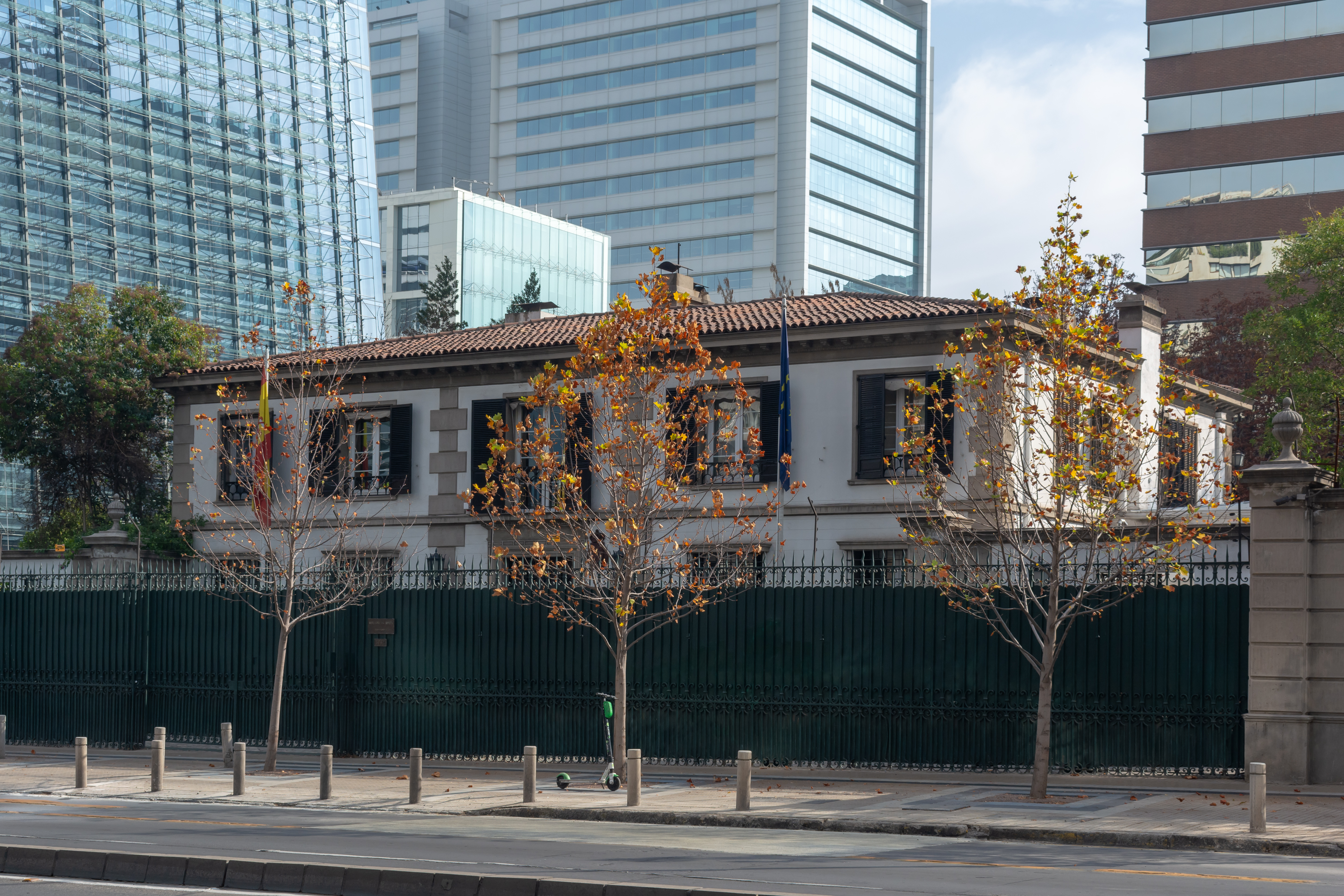
Residencia de la Embajada en Santiago de Chile
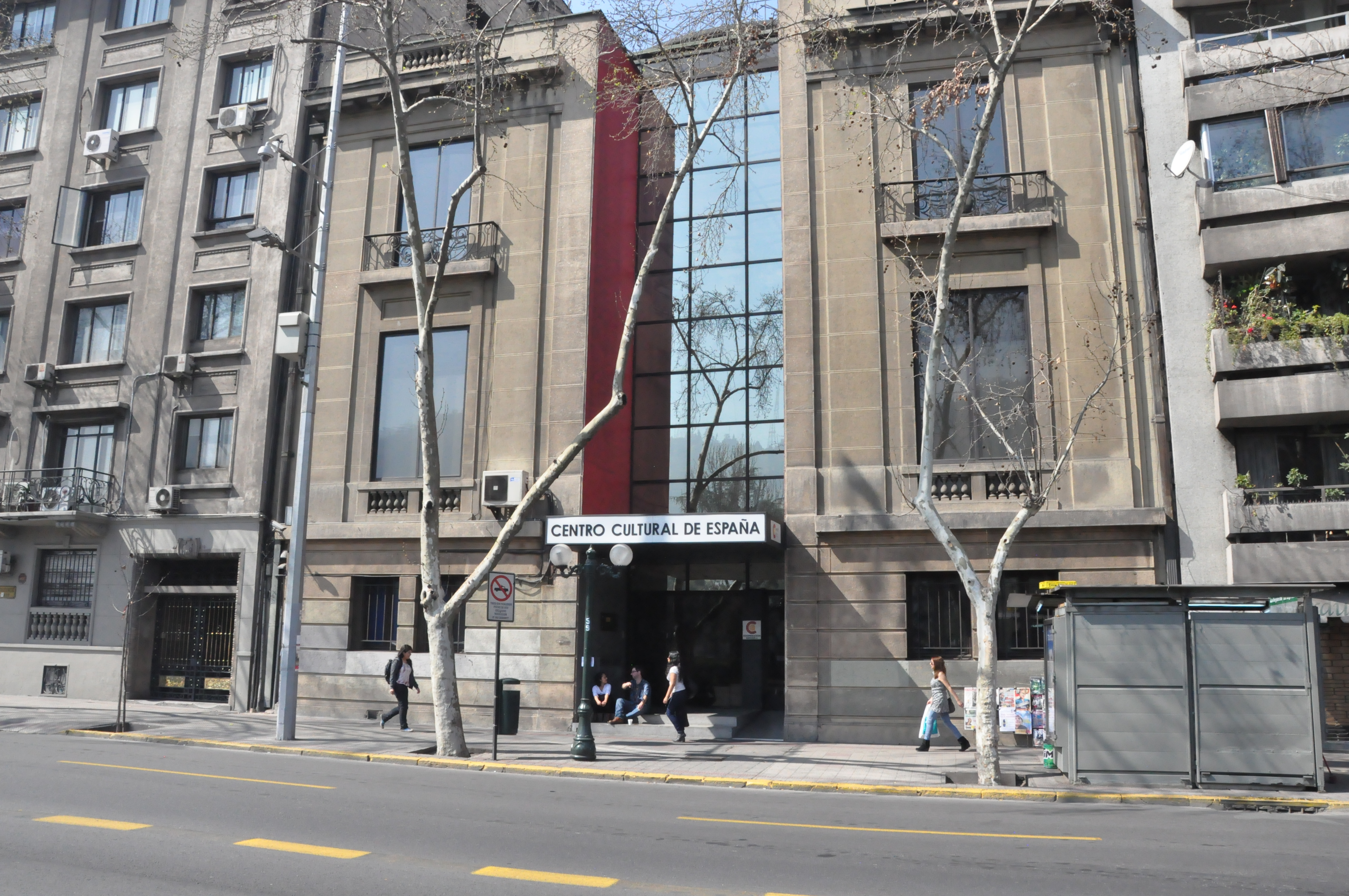
Centro Cultural de España en Santiago de Chile
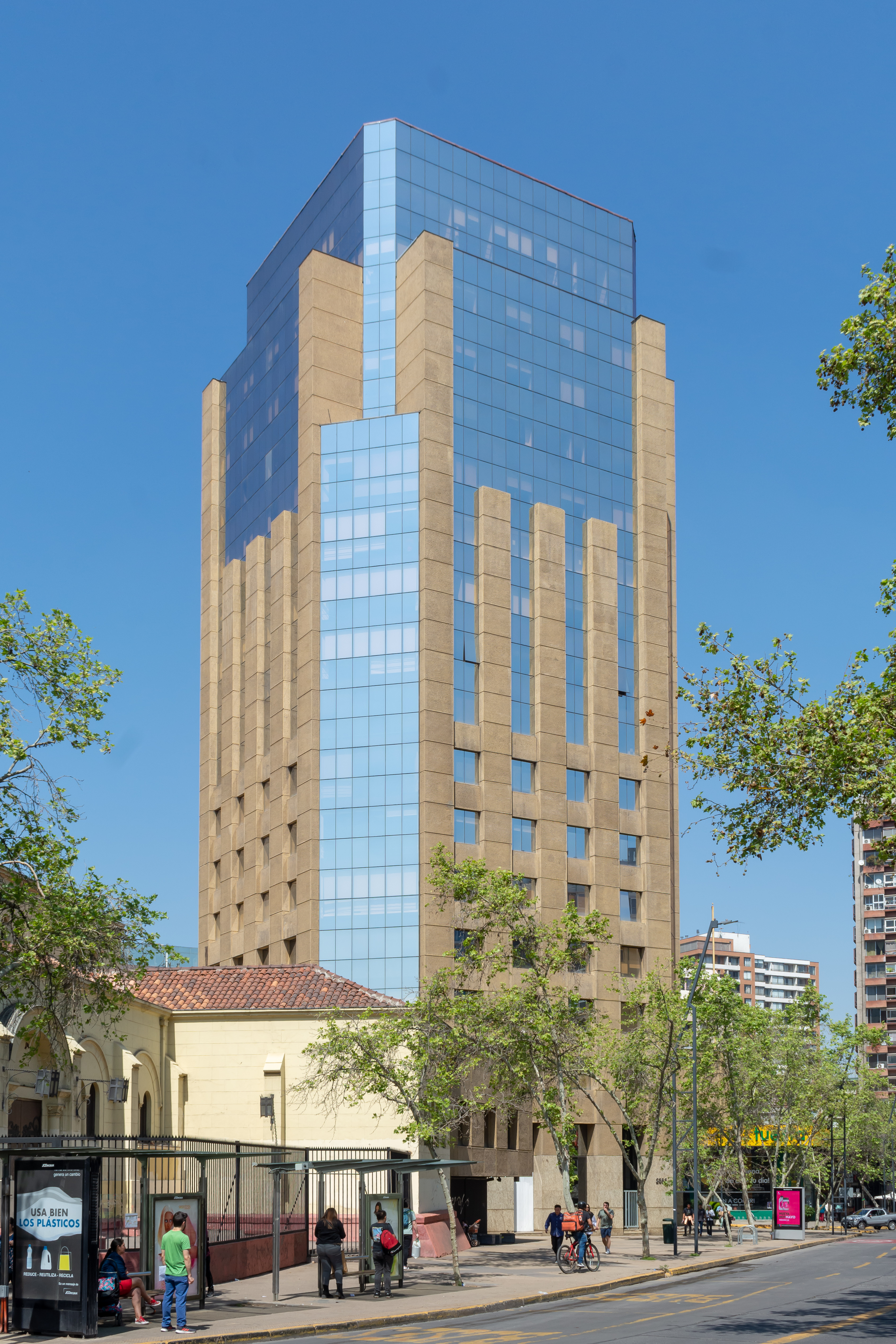
Edifico alojando al Consulado-General de España en Santiago de Chile